# Angelika Zielcke
Angelika Zielcke (* 1945 in Königsberg, Ostpreußen) ist eine deutsche Schauspielerin.

## Leben
Angelika Zielckes Vater stammte aus einer alten Militär-Familie; ihre Mutter war Juristin. Ihre Mutter Flucht und Vertreibung Deutscher aus Mittel- und Osteuropa 1945–1950floh allein mit den drei Kindern kurz vor dem Ende des Zweiten Weltkriegs aus Ostpreußen nach Westen. Nach ihrer Flucht lebte die Familie einige Zeit im mittelfränkischen Ansbach, später dann in Stuttgart. Durch einen Freund der Familie wurde bei ihr bereits als Kind das Interesse für das Theater geweckt.
Ihre Schauspielausbildung begann sie mit 17 Jahren (nach eigenen Angaben mit 19 Jahren) an der Westfälischen Schauspielschule Bochum. Am Schauspielhaus Bochum erhielt sie anschließend unter der Intendanz von Hans Schalla ihr erstes Bühnenengagement. Weitere Stationen waren die Münchner Kammerspiele (unter August Everding), das Schauspiel Köln (Regiearbeiten mit Roberto Ciulli und Hansgünther Heyme), das Schauspiel Bonn (unter der Intendanz von Peter Eschberg) und das Frankfurter Schauspielhaus.
Zu Zielckes wichtigsten Bühnenrollen gehörten u. a. die Beatrice in Der Diener zweier Herren (Regie: Roberto Ciulli), die Jelena in Onkel Wanja (Regie: Jürgen Flimm, Schauspiel Köln, Premiere: März 1980), die Magda Goebbels in Jenseits von Gut und Böse oder die letzten Tage in der Reichskanzlei von Hartmut Lange, Hippolita in Schade, dass sie eine Hure war von John Ford (Regie: Jérôme Savary, Schauspiel Bonn 1982), die Großfürstin in Die Gerechten (Regie: Peter Palitzsch, Schauspiel Bonn 1987) und die krebskranke Literaturprofessorin Vivien in dem Stück Geist von Margaret Edson (Regie: Margit Rogall, Mainfranken Theater Würzburg, Premiere: Spielzeit 2002/03), mit dem sie 2003 auch bei den Bayerischen Theatertagen in Hof gastierte.
Ab 2001 war Zielcke festes Ensemblemitglied am Mainfranken Theater in Würzburg, wohin sie vom damaligen Schauspieldirektor Hanfried Schüttler verpflichtet worden war. Unter Schüttlers Regie spielte sie u. a. die Martha in Das Missverständnis und den Luftgeist Ariel in Shakespeares Spätwerk Der Sturm. Im Sommer 2003 spielte sie in der Schönbornhalle des Mainfränkischen Museums die Rolle von Jedermanns Mutter an der Seite von Hans Kitzbichler als Titelheld. In der Spielzeit 2003/04 war sie am Mainfrankentheater Würzburg die älteste Schwester Olga in Tschechows Drei Schwestern.
2010 las sie gemeinsam mit Wanja Mues im Heimathafen Neukölln die Love Letters von Albert Ramsdell Gurney.
Neben ihrer Theaterarbeit arbeitete Zielcke zwischendurch auch für das Fernsehen. In den 1970er Jahren hatte sie in der ZDF-Krimiserie Der Kommissar mehrere Gastauftritte, so in der 24. Folge (September 1970) als resolute Ehefrau eines Kleingauners an der Seite von Harald Juhnke und in der 29. Folge (Januar 1971) als Sekretärin und Single-Frau auf der Suche nach Glück, wo sie in mehreren Rückblenden ihre Darstellungskunst unter Beweis stellen konnte. Später hatte sie Rollen in den TV-Serien Westerdeich, Stadtklinik, SK Kölsch und Anwalt Abel.
Zielcke war auch als Hörspielsprecherin tätig. 1997 nahm Zielcke gemeinsam mit dem Schauspieler Werner Wölbern das Hörbuch zu dem Theaterstück Britting von Anna Cron auf.
Zielcke, die zeitweise in Berlin lebte, engagierte sich dort ehrenamtlich in der Hospizarbeit. Mittlerweile lebt sie in Hannover. Ihre Tochter Marie Zielcke ist ebenfalls Schauspielerin.

## Filmografie
- 1970: Der Kommissar: Eine Kugel für den Kommissar (Fernsehserie, eine Folge)
- 1971: Der Kommissar: Der Moormörder (Fernsehserie, eine Folge)
- 1971–1972: Die Äneis (Fernsehserie)
- 1975: Der Kommissar: Ein Mord nach der Uhr (Fernsehserie, eine Folge)
- 1993: Kahlschlag (Fernsehfilm)
- 1995: Stadtklinik: Letzte Hoffnung (Fernsehserie, eine Folge)
- 1999: SK Kölsch: Eine brandheiße Frau (Fernsehserie, eine Folge)
- 2000: Anwalt Abel: Der Voyeur und das Mädchen (Fernsehserie, eine Folge)

## Hörspiele
- 1965: Martin Jürgens: Motz. Lyrische Assoziationen nach dem Aufwachen – Regie: Günter Bommert
- 1967: Adolf Schröder: Der Katzenmörder – Regie: Günter Bommert
- 1977: Ernst Schnabel: Der 29. Januar 1977 – Regie: Hans Gerd Krogmann
- 1978: Georg Allgaier: Auf einem Schiff entkommen – Regie: Hans Gerd Krogmann
- 1980: Hans Gerd Krogmann: Apfelbaum und grüner Zweifel – Regie: Hans Gerd Krogmann
- 1984: Dieter Munck: Theater in Nordrhein Westfalen: Jud Süß. Aufzeichnung einer Inszenierung der Bühnen der Stadt Bonn – Regie: Dieter Munck
- 1988: Frank Werner: Walsrode, Timbuktu – Regie: Hans Gerd Krogmann
- 1997: Udo Marquardt: Sarajewo – Regie: Joachim Schmidt von Schwind